# Oswald Mosley
Sir Oswald Ernald Mosley, 6th Baronet (født 16. november 1896, død 3. december 1980) var en britisk politiker som er mest kendt for at have grundlagt det britiske fascistparti British Union of Fascists. Han var også den 6. indehaver af en baronettitel, som blev indstiftet i 1720.

## Familie og unge år
Mosley var den ældste af tre sønner. Familien var anglo-irsk, men hans gren var velhavende godsejere i Staffordshire. Han blev født på Rolleston Hall ved Burton-on-Trent. Da hans forældre blev skilt, voksede han op hos sin mor og sin farfar.
Han fik sin uddannelse på kostskolen West Downs i Winchester, derefter på Winchester College og på militærakademiet i Sandhurst. Under 1. verdenskrig blev han officer i 16th The Queen's Lancers og kæmpede på Vestfronten. Han blev overført til luftvåbenet Royal Flying Corps som observatør, men forulykkede for øjnene af sin mor og sin søster. Ulykken gjorde ham halt. Han vendte tilbage til skyttegravene før han var helt rask, og ved slaget ved Loos, 1915, besvimede han af smerte. Han blev overflyttet til kontorarbejde i resten af krigen.

## Valgt til Parlamentet
Ved krigens slutning besluttede Mosley at gå ind i politik som konservativt parlamentsmedlem, selv om han kun var 21 og ikke havde fundet sit politiske standpunkt. Han var drevet af et ønske om at undgå enhver krig. På grund af hans familiebaggrund var der flere kredse, som overvejede at opstille ham. Ved valget i 1918 blev han opstillet og valgt for Harrow. Han blev det yngste aktive medlem af parlamentet og viste sig hurtigt som en god taler og politisk aktør med ekstrem høj selvtillid. Når han talte i Underhuset, var det altid uden manuskript.

## Partiskift
Mosley blev uenig med det konservative parti om det irske spørgsmål. Han var imod det paramilitære politikorps ’’Black and Tans’’. Han forlod partiet og blev uafhængigt parlamentsmedlem. Han havde opbygget et stort netværk i sin kreds og forsvarede sin plads i parlamentet ved valgene i 1922 og 1923. I 1924 tilsluttede han sig Labour, som netop havde dannet regering og blev en del af partiets venstrefløj.
Da regeringen faldt i oktober, måtte han vælge en ny kreds, da han ikke regnede med at Harrow ville vælge ham som repræsentant for Labour. I stedet stillede han op mod Neville Chamberlain i hans kreds i Birmingham. Mosley førte en energisk kampagne, men tabte med blot 77 stemmer. Han brugte sin tid uden for parlamentet på at udarbejde et nyt økonomisk program for partiets venstrefløj kendt som the Birmingham Proposals. Det forblev grundlaget for Mosleys økonomiske politik i resten af hans politiske karriere. I 1926 blev der en plads ledig i Smetwick, og den fik Mosley.

## Minister
Mosley stod Ramsay MacDonald nær og håbede på en fremtrædende ministerpost, men da Labour vandt valget i 1929 blev han blot Chancellor of the Duchy of Lancaster, hvilket nærmest svarer til minister uden portefølje, og han blev ikke optaget i kabinettet. Han fik til opgave at løse arbejdsløshedsproblemet, men hans radikale forslag blev enten blokeret af hans overordnede minister James Henry Thomas eller af kabinettet.
Mosley var altid utålmodig, og til sidst fremsatte han en samlet plan i sit 'Mosley Memorandum'. Det blev afvist af kabinettet, og han trådte tilbage i maj 1930. I oktober forsøgte han at overtale partiets landsmøde til at vedtage det, men tabte igen. Hans memorandum efterlyste højere toldsatser for at beskytte britisk industri mod den internationale finans, nationalisering af industrien og et program med offentlige arbejder for at løse arbejdsløshedsproblemet.

## New Party
Mosley var overbevist om at Labour ikke længere duede og stiftede snart The New Party. Ved de første suppleringsvalg lykkedes det kun partiet at splitte stemmerne, så mandatet gik til den konservative kandidat. Alligevel fik partiet støtte fra mange parlamentsmedlemmer, som var enige i hans økonomiske politik. Blandt dem, som var enige med ham, var Aneurin Bevan og Harold Macmillan. Han fik også opbakning fra avisen Daily Mail.
The New Party lænede sig i stigende grad op ad fascismen, men Mosley nåede ikke at få sit parti på plads, før valget i 1931 pludselig blev udskrevet. Alle dets kandidater mistede deres pladser i Parlamentet. Efterhånden som partiet blev mere radikalt og autoritært, mistede det mange af de tidligere støtter.

## Fascisme
Efter nederlaget i 1931 tog Mosley på studietur til Mussolinis og andre fascisters nye bevægelser og kom tilbage overbevist om, at de var vejen frem for Storbritannien. Han besluttede at forene de eksisterende fascistbevægelser og skabte British Union of Fascists (BUF) i 1932. BUF var antikommunistisk og protektionistisk. Det hævdedes at have 50.000 medlemmer og havde aviserne Daily Mail og Daily Mirror blandt sine tidligste støtter. Mosley fik også støtte af forfatteren Henry Williamson, militærteoretikeren J.F.C. Fuller og den senere så berygtede Lord Haw-Haw, William Joyce.
Mosley havde problemer med, at New Partys møder blev forstyrret og oprettede et korps af paramilitære kontrollører i sorte uniformer, som blev kaldt sortskjorter. Partiet var ofte indblandet i voldelige konfrontationer særligt med kommunister og jødiske grupper og især i London. Ved et stort møde i Olympia den 7. juni 1934 udbrød der et masseslagsmål, og uromagere blev fjernet af sortskjorterne. Det gav dårlig omtale. Dette slagsmål og de lange knives nat i Tyskland fjernede det meste af BUF's folkelige støtte. Partiet kunne ikke stille op ved valget i 1935.
Ved valget til London County Council i 1937 stillede BUF op i tre af sine højborge i det østlige London og fik 25 % af stemmerne. Herefter afskedigede Mosley de fleste af partiets ansatte, og nogle af dem forlod partiet sammen med William Joyce.
Da det trak op til krig, begyndte BUF at opstille kandidater til Parlamentet og indledte en kampagne under mottoet ’’Mind Britain's Business’’. Efter krigens udbrud ledede Mosley en kampagne for fredsforhandlinger. Forslaget fik en pæn modtagelse, men efter invasionen af Norge skiftede stemningen, og Mosley blev næsten overfaldet.

## Internering
Den 23. maj 1940 blev Mosley, som havde fortsat sin fredskampagne, interneret med henvisning til Defence Regulation 18B sammen med de fleste aktive fascister i Storbritannien, og BUF blev opløst. Hans anden kone, Diana, som han havde giftet sig med i 1936, blev også interneret, kort tid efter at have født parrets søn Max. Familien boede sammen under det meste af krigen i et hus ved Halloway-fængslet. Mosley brugte tiden til at læse om klassiske civilisationer. Parret blev løsladt i november 1943, fordi han led af betændelse i blodårerne, og tilbragte resten af krigen i husarrest. Efter sin løsladelse boede han på Shaven Crown Hotel i Shipton-under-Wychwood og var genstand for megen interesse fra medierne.

## Efterkrigspolitik
Efter krigen blev Mosley kontaktet af sine tidligere støtter og overtalt til igen at gå ind i aktiv politik. Han dannede Union Movement, som gik ind for, at Europa skulle være én fælles nation, og senere forsøgte han sig med et nyt parti, National Party of Europe, med samme formål.
Lige som før krigen blev Mosleys møder ofte forstyrret – og stort set af de samme modstandere. Det fik i 1951 Mosley til at forlade Storbritannien og slå sig ned i Irland. Senere flyttede han til Paris. Om sin beslutning om at rejse sagde han: Man tømmer ikke en mødding nedefra.
Mosley vendte kortvarigt tilbage til Storbritannien som kandidat ved parlamentsvalget i 1959 i Kensington North kort tid efter raceurolighederne i Notting Hill i 1958. Bekymring over indvandring var ved at blive et tema, og Mosley kørte sin kampagne på dette tema. Da hans andel af stemmerne blev mindre end ventet, gik han til domstolene med påstand om, at valget var manipuleret, men tabte sagen. Han vendte sidste gang tilbage ved valget i 1966 i kredsen Shoreditch and Finsbury, hvor det gik ham endnu dårligere.
Herefter skrev han sine memoirer My Life (1968) fulgt af en række optrædener på TV og til sidst pensionering. I 1977, hvor han led af parkinsons, blev han nomineret til posten som rektor for universitetet i Glasgow. Han fik over 100 stemmer, men alligevel færrest.

## Koner, kvinder og børn
Mosley var en kendt flanør og havde mange affærer. I 1920 giftede han sig med Cynthia Curzon, datter af landets udenrigsminister. Brylluppet blev overværet af mange europæiske kongelige herunder kong Georg 5 og dronning Mary og prinsesse Astrid. Parret fik tre børn: Vivien (1921), Nicholas (1923), og Michael (1932). Under ægteskabet havde han en længere affære med sin kones lillesøster og hendes stedmor.
Cynthia døde af bughindebetændelse i 1933. Det efterlod Mosley sørgende og angrende, men også med mulighed for at gifte sig med sin svigerinde Diana Guinness. De blev gift i 1936 i Joseph Goebbels hjem i Berlin med Adolf Hitler som en af gæsterne. Han fik to sønner med hende: Alexander (1938) og Max Mosley (1940) (præsident for den internationale motorsportsorganisation FIA).
Oswald Mosley døde den 3. december 1980 i sit hjem i Orsay ved Paris i en alder af 84 år. Han blev brændt og hans aske spredt i en dam ved hans hjem.